# Византийский Крит
Остров Крит находился под властью Византийской империи два периода: первый длился с позднеантичного III в. до завоевания острова арабами в конце 820-х гг., второй — от отвоевания острова в 961 г. и до захвата Генуей и Венецией в 1204 г.

## История

### Первый византийский период
При римлянах Крит был частью объединённой провинции Крит и Киренаика. При императоре Диоклетиане была образована в отдельную провинцию, Константин подчинил её диоцезу Мёзия, а позже — диоцезу Македонии) в преторианской префектуре Иллирии. Некоторые административные институты, вроде койнонов, просуществовали до конца IV в.
В период с IV по IX вв. бывший провинцией на периферии остров нечасто упоминается с хрониках. На первом Никейском соборе 325 г. в отличие от Родоса или Коса не было представлявших его епископов. За исключением нападения вандалов в 457 г. и разрушивших многие города сильных землетрясений 9 июля 365, 415, 448 и 531 гг., остров оставался мирным и процветающим, о чём свидетельствуют многочисленные сохранившиеся памятники. В Синекдеме VI в. упоминаются 22 города Крита, его столица в Гортине и управляющий им консуляр. Население в этот период оценивается в 250 тыс. человек и было почти исключительно христианским, за исключением проживавших в ключевых городах евреев.
В 623 г. Крит подвергся набегам славян в 623 г., за которыми последовали набеги арабов в 654 и 670-х гг., повторившиеся в первые десятилетия VIII в., особенно при халифе Валиде I. После этого остров оставался в относительной безопасности под властью назначенного Константинополем архонта. В 732 г. император Лев III Исавр передал остров из-под юрисдикции папы римского в ведение константинопольского патриархата. Стратег Крита засвидетельствован в 767 году, и известна печать критских турмархов. Это привело к предположениям, что остров стал фемой ещё в VIII в., возможно, уже в 730-х годах. Однако большинство ученых не считают доказательства этого достаточно убедительными и считают это маловероятным.

### Арабское завоевание и отвоевание византийцами
Византийское правление продлилось до конца 820-х годов, когда на остров высадилась большая группа изгнанников из мусульманской Испании и начала его завоевание. Византийцы предприняли неоднократные экспедиции для их изгнания, и, похоже, назначили стратега для управления ещё контроируемыми частями острова. Однако походы не достигли успеха и не смогли предотвратить создание цитадели Хандак на северном побережье острова, которая стала столицей эмирата. Захват острова открыл доступ арабским пиратам к Эгейскому морю.

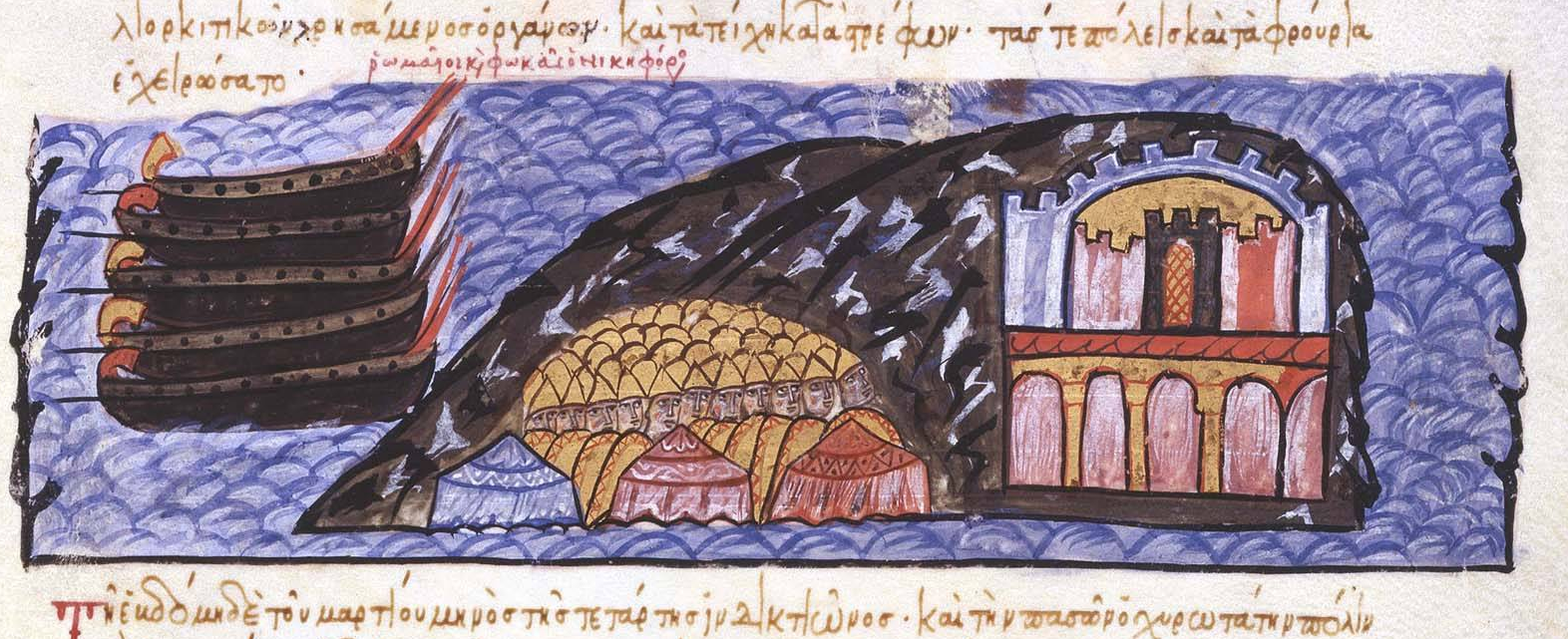
Осада Хандака византийцами (Мадридский Скилица).

Крупная византийская кампания 842/843 г. под предводительством Феоктиста добилась определённого прогресса и, по-видимому, позволила восстановить фему на захваченной части острова, о чём свидетельствует наличие стратега Крита в Тактиконе Успенского. Однако Феоктисту пришлось отказаться от продолжения похода, оставшиеся войска были быстро разбиты сарацинами. Дальнейшие византийские походы в 911 и 949 г. потерпели неудачу, пока в 960—961 годах Никифор Фока во главе не высадился на острове и не взял штурмом Хандак.

### Второй византийский период
После реконкисты остров был организован как обычная фема с базирующимся в Хандаке стратегом. Были предприняты обширные усилия по обращению населения во главе с Иоанном Ксеносом и Никоном метаноитом. Полк (таксиархия) из 1000 человек был сформирован как гарнизон острова под отдельной таксиархией и разделен на турмаи.
При Алексее I островом правил дукс или катепан. К началу XII в. вместе с южной Грецией (фемы Эллады и Пелопоннеса) Крит перешел под общий контроль главнокомандующего византийского флота великого дуки. За исключением восстания его правителя Карикеса в 1092/1093 гг., остров наслаждался миром. Во время четвёртого крестового похода Крит, по-видимому был передан Бонифацию Монферратскому, в качестве пронии возведённым к власти императором Алексеем IV. Однако Бонифаций, не сумев распространить свой контроль на остров, продал права на Крит Венецианской республике в обмен на 1000 серебряных марок, годовой доход острова в 10 тыс. иперпир и поддержку его прав на получение Фессалоник. Сделка была официально оформлена несколько недель спустя в Partitio terrarum imperii Romaniae. В 1204 году остров был захвачен Энрико Пескаторе, передавшим его соперничавшей с ней Генуэзской республикой, лишь в 1212 г. венецианцы взяли власть над островом и основали колонию Королевство Кандия.

## Правители

### Институты
Согласно Notitia Dignitatum и Синекдему, между IV - VI вв. Крит управлялся консуляром, принадлежавшим к сенаторскому рангу клариссимов. Из двенадцати провинций преторианской префектуры Иллирия только четыре имели подобный ранг или выше. В 539 г. провинцией управлял проконсул в ранге спектабиля, что означает повышение её статуса.
Статус провинции после начала первых мусульманских завоеваний и появления в Византии системы фем не ясен. Возможно, остров был частью фемы Эллада или Пелопоннеса. С первой половины VIII в. Крит был отдельной провинцией под управлением архонта. Архонтии не хватало военных ресурсов фемы, и более низкий статус Крита по сравнению с фемами, вероятно, повлиял на неспособность противостоять арабским вторжениям без помощи соседних византийских регионов.
Крит не включен ни в один из сохранившихся арабских и византийских списков фем. В Тактиконе 842/843 гг. есть упоминание о «патрикие и стратеге Крита» и «архонте Крита», подразумевая, что Крит недавно был возведен в фему, а его правителями были архонт и стратег. Вероятно, это был ответ на арабские набеги. Согласно «Продолжателю Феофана», император Михаил II вероятно около 828 г. назначил Фотина «управлять делами Крита»., тот мог быть первым стратегом. С провалом похода Феоктиста в 843 г. фема Крита прекратила свое существование.